# 鉄道警察隊
鉄道警察隊（てつどうけいさつたい、英語: Railway Police Unit）は、都道府県警察本部において、鉄道利用者の安全を守り、鉄道施設における各種犯罪の予防及び検挙に当たることを任務としている組織を指す。

## 概要
鉄道警察隊は都道府県警察本部に設置された「執行隊」で、各都道府県警察によって異なるが、主に地域警察活動を統括する生活安全部もしくは地域部に属している。
1987年（昭和62年）4月1日、日本国有鉄道が分割・民営化されたことに伴い、旧国鉄の「鉄道公安」組織を都道府県警察に移管して発足した。このことに加え、県内の鉄道路線が小規模であるため、沖縄県警察には鉄道警察隊が設置されていない。
主な任務は、鉄道施設における個人の生命、身体及び財産の保護、犯罪の予防及び検挙、事故の防止、鉄道にかかわる公共の安全と秩序の維持に当たることで、痴漢やスリ・置引・暴力などの犯罪の予防や捜査、踏切事故などの鉄道事故の防止や事故捜査・救助活動などが代表的な仕事である。
平時、鉄道警察隊では独自に活動をしているが、大規模な事件や事故が発生した時は、発生地を管轄する警察署と連携して捜査活動を行う。
鉄道警察隊とは別に駅前や駅構内に「〇〇駅前交番」「〇〇駅交番」などの名称で所轄警察署の交番が設置されている場合がある。駅前交番の勤務員は、その駅に鉄道警察隊の拠点が無い場合などに鉄道関係の犯罪に対応する場合もあるものの、あくまでも所轄警察署の地域課の一部であり、鉄道警察隊とは別組織である。ただし、稀な例として、交番所長以下の勤務員が鉄道警察隊の小隊を兼任し、鉄道警察としての活動を実施する場合がある。
鉄道警察隊に所属する警察官は、「鉄道警察隊」のネーム入り腕章をはめている他、襟には日章に「R」「P」の文字に挟まれたレール断面マークが入った記章を着けている。

## 編制
以下は警視庁鉄道警察隊におけるもの。
- 隊長
- 管理官 (兼副隊長、警視が務める) ・本部付警部
- 隊本部
  - 庶務係
  - 計画係
  - 特務係 (私服で警らを行い、スリ、痴漢などを取り締まる)
- 各中隊 (中隊長は警部で各分駐所に置かれる。所在地は分駐所名の駅構内)
- 東京分駐所 (東部・南部)
- 第1中隊
  - 分駐事務係
  - 第1 - 4小隊

八重洲・東京地下・品川・両国連絡所
- 新宿分駐所 (西部)
- 第2中隊
  - 第1 - 4小隊
  - 分駐事務係

新宿・渋谷・中野連絡所
- 上野分駐所 (北部)
- 第3中隊
  - 分駐事務係
  - 第1 - 4小隊

上野・上野新幹線・池袋・赤羽連絡所
- 立川分駐所 (三多摩地域)
- 第4中隊
  - 分駐事務係
  - 第1 - 4小隊

八王子連絡所

## 通信
2019年現在は通常の警察無線（「県内系」「方面系」など）の他、専用の通信系を持つ。後者は分駐所等に設置された固定機と各隊員が携行する携帯機の相互間で通信を行う、警察無線の署外活動系とほぼ同等のシステムである。

## 鉄道警察隊をテーマにした作品
トラベルミステリー（推理フィクション）の舞台として向いているために、隊員を主人公もしくは捜査機関側の代表的人物としたドラマや小説が数多く存在する。登場する隊員の多くは特務係を拡大解釈した刑事として設定されている。
さすらい刑事旅情編
東京駅丸の内駅舎内にあるという設定の「警視庁鉄道警察隊東京丸の内分駐所」に所属し、警視庁管内の鉄道構内で発生した事件全般を扱う特捜班を舞台とした。
風の刑事・東京発!
特務係の私服捜査員のみを配置した「鉄道警察隊東京駅分室」を舞台とした。
土曜ワイド劇場鉄道捜査官シリーズ
西村京太郎と草野唯雄などの各種トラベルミステリー小説や同番組旧作のリメイクで制作されるシリーズ。鉄警隊の名を冠していない架空の部署だが、活動面で酷似した「警視庁鉄道捜査隊東京駅分駐所」が登場する。
鉄道警察隊シリーズ（島田一男著、徳間文庫）
元鉄道公安職員である警視庁鉄道警察隊東京分駐所特務係の清村公三巡査部長を主人公に、鉄道構内で発生した殺人事件の解決に奔走する捜査一課や所轄署を含めた捜査本部を描く。鉄道警察隊を刑事部、特務係を分駐所所属とする独自設定を取る。テレビ東京「水曜ミステリー9」の「鉄道警察官・清村公三郎シリーズ」の原作でもある。
鉄道警察官 捜査ファイル
山村美紗原作の小説を元に制作をして、2020年3月20日の放送のTBSテレビのドラマスペシャル。主演:柳葉敏郎
鉄道公安官 (小説)
上記の鉄道警察隊シリーズと同じ島田一男の著作。旧国鉄時代の私服鉄道公安職員（東京公安室勤務の捜査班長）・海堂次郎の活躍を描いた。
鉄道公安官 (テレビドラマ)
旧国鉄時代の鉄道公安職員を主人公にした刑事ドラマ。
RAIL WARS! -日本國有鉄道公安隊-
国鉄分割民営化されてないパラレルワールドの日本を舞台とし、鉄道公安職員に相当する「鉄道公安隊員」が活躍するライトノベル。